# Rödvit tangara
Rödvit tangara (Chrysothlypis salmoni) är en fågel i familjen tangaror inom ordningen tättingar.

## Utseende
Hane rödvit tangara är mycket karakteristiskt tecknad, med lysande röd fjäderdräkt, vita kroppssidor och något mörkare vingar. Hona är mer färglös, men känns igen på de vita kroppssidorna som kontrasterar med olivgrön rygg, gulaktig buk och beigefäergat bröst.

## Utbredning och systematik
Fågeln förekommer i Andernas Stillahahavssluttning i Colombia och nordvästra Ecuador. Den behandlas som monotypisk, det vill säga att den inte delas in i några underarter.

## Levnadssätt
Rödvit tangara hittas fåtaligt i fuktig regnskog i låglänta områden och förberg. Den ses födosöka i skogens mellersta och övre skikt. Ibland slår den följe med kringvandrande artblandade flockar.

## Status och hot
Arten har ett stort utbredningsområde, men tros minska i antal, dock inte tillräckligt kraftigt för att den ska betraktas som hotad. Internationella naturvårdsunionen IUCN listar arten som livskraftig (LC).

## Namn
Fågelns vetenskapliga artnamn hedrar Thomas Knight Salmon (1841-1878), brittisk ingenjör verksam som statsingenjör i Colombia Colombia 1870-1877, men också naturforskare och samlare av specimen.